# Voo TANS Perú 204
O voo TANS Perú 204 foi um voo que caiu em 23 de agosto de 2005 perto da cidade peruana de Pucallpa. 40 das 98 pessoas a bordo morreram.
O acidente foi o quinto mais grave de agosto de 2005, um mês sombrio para a aviação comercial, que também incluiu, entre outras, as tragédias do voo Helios Airways 522 e do voo West Caribbean Airways 708.

## Acidente
O voo 204, realizado em um Boeing 737-244, saiu do Aeroporto Internacional Jorge Chávez de Lima às 14h24 para um voo de 53 minutos com destino a Pucallpa. Às 14h52, a tripulação iniciou a descida para o Aeroporto de Pucallpa. Naquela época, as condições meteorológicas começaram a piorar, impossibilitando uma abordagem visual. As condições continuaram a piorar, porém os pilotos continuaram com a manobra. De repente, o avião entrou em uma forte tempestade de granizo que fez com que os pilotos perdessem a consciência situacional e não conseguissem abortar a manobra. O avião finalmente caiu e se partiu em dois no meio da selva às 15h09, a apenas cinco quilômetros do aeroporto.
40 pessoas que estavam no avião morreram. A bordo da aeronave estavam 73 peruanos, 11 estadunidenses, 4 italianos, 2 brasileiros, 1 colombiano, 1 espanhol e 1 australiano.

## Investigação
A investigação do local do acidente foi dificultada por saqueadores, que desceram no local do acidente e roubaram vários itens para vendê-los como sucata. Uma recompensa de US$ 500 (equivalente a US$ 641,42 em 2018) conseguiu garantir a devolução do gravador de dados do voo. Após 312 dias de investigações, não houve relatos de qualquer falha técnica. Foi determinado que a causa oficial do acidente foi erro do piloto por não seguir os procedimentos padrão em condições climáticas adversas. O piloto assumiu o controle do avião, mas o copiloto não monitorou imediatamente os instrumentos; Como resultado, a tripulação não percebeu a descida rápida nos poucos segundos cruciais que tinham, onde poderiam ter evitado o perigo. De acordo com a Aviation Safety Network, o acidente está entre os mais mortíferos ocorridos em 2005. Foi também o segundo grande acidente envolvendo um avião da TANS Peru em pouco mais de dois anos. Segundo a Aviation Safety Network, o acidente está entre os mais mortais ocorridos em 2005.